# Danh sách cầu thủ tham dự giải vô địch bóng đá U-20 thế giới 2011
Các cầu thủ in đậm từng thi đấu ở đội tuyển quốc gia.

## Bảng A

### Colombia
Huấn luyện viên:  Eduardo Lara
| Số | VT | Cầu thủ                 | Ngày sinh (tuổi)            | Trận | Bàn | Câu lạc bộ             |
| -- | -- | ----------------------- | --------------------------- | ---- | --- | ---------------------- |
| 1  | TM | Cristian Bonilla        | 20 tháng 6, 1993 (18 tuổi)  | 0    | 0   | Boyacá Chicó           |
| 2  | HV | Luciano Ospina          | 18 tháng 2, 1991 (20 tuổi)  | 3    | 0   | Huracán                |
| 3  | HV | Pedro Franco (c)        | 23 tháng 4, 1991 (20 tuổi)  | 9    | 1   | Millonarios            |
| 4  | HV | Santiago Arias          | 13 tháng 1, 1992 (19 tuổi)  | 9    | 0   | Sporting CP            |
| 5  | HV | Héctor Quiñones         | 17 tháng 3, 1992 (19 tuổi)  | 0    | 0   | Deportivo Cali         |
| 6  | TV | Didier Moreno           | 15 tháng 9, 1991 (19 tuổi)  | 7    | 0   | Santa Fe               |
| 7  | TĐ | Fabián Castillo         | 17 tháng 6, 1992 (19 tuổi)  | 2    | 0   | FC Dallas              |
| 8  | TV | Michael Ortega          | 6 tháng 4, 1991 (20 tuổi)   | 8    | 1   | Atlas                  |
| 9  | TĐ | Luis Muriel             | 16 tháng 4, 1991 (20 tuổi)  | 0    | 0   | Udinese                |
| 10 | TV | James Rodríguez         | 12 tháng 7, 1991 (20 tuổi)  | 0    | 0   | Porto                  |
| 11 | TĐ | Duván Zapata            | 1 tháng 4, 1991 (20 tuổi)   | 0    | 0   | América de Cali        |
| 12 | TM | Andrés Felipe Mosquera  | 10 tháng 9, 1991 (19 tuổi)  | 9    | 0   | Bogotá FC              |
| 13 | TV | Juan David Cabezas      | 27 tháng 2, 1991 (20 tuổi)  | 6    | 0   | Deportivo Cali         |
| 14 | HV | Juan David Díaz         | 10 tháng 10, 1992 (18 tuổi) | 2    | 0   | Deportivo Pasto        |
| 15 | TV | Yerson Candelo          | 24 tháng 2, 1992 (19 tuổi)  | 0    | 0   | Deportivo Cali         |
| 16 | HV | Jhon Mosquera           | 17 tháng 2, 1991 (20 tuổi)  | 0    | 0   | Envigado               |
| 17 | TV | Javier Calle            | 29 tháng 4, 1991 (20 tuổi)  | 7    | 0   | Independiente Medellín |
| 18 | TV | Sebastián Pérez Cardona | 29 tháng 3, 1993 (18 tuổi)  | 0    | 0   | Atlético Nacional      |
| 19 | HV | Jeison Murillo          | 27 tháng 5, 1992 (19 tuổi)  | 0    | 0   | Granada                |
| 20 | TĐ | José Adolfo Valencia    | 18 tháng 12, 1991 (19 tuổi) | 0    | 0   | Santa Fe               |
| 21 | TM | Juan Sebastián Villate  | 14 tháng 2, 1991 (20 tuổi)  | 0    | 0   | Millonarios            |

### Pháp
Huấn luyện viên:  Francis Smerecki
| Số | VT | Cầu thủ                | Ngày sinh (tuổi)            | Trận | Bàn | Câu lạc bộ    |
| -- | -- | ---------------------- | --------------------------- | ---- | --- | ------------- |
| 1  | TM | Pierrick Cros          | 23 tháng 6, 1991 (20 tuổi)  | 3    | 0   | Sochaux       |
| 2  | HV | Loïc Nego              | 15 tháng 1, 1991 (20 tuổi)  | 10   | 0   | Nantes        |
| 3  | HV | Thomas Fontaine        | 5 tháng 2, 1991 (20 tuổi)   | 2    | 0   | Lyon          |
| 4  | HV | Florian Lejeune        | 20 tháng 5, 1991 (20 tuổi)  | 5    | 1   | Istres        |
| 5  | HV | Sébastien Faure        | 3 tháng 1, 1991 (20 tuổi)   | 7    | 0   | Lyon          |
| 6  | TV | Clément Grenier        | 7 tháng 1, 1991 (20 tuổi)   | 4    | 2   | Lyon          |
| 7  | TV | Gaël Kakuta            | 21 tháng 6, 1991 (20 tuổi)  | 4    | 0   | Chelsea       |
| 8  | TV | Gueïda Fofana (c)      | 16 tháng 5, 1991 (20 tuổi)  | 5    | 0   | Le Havre      |
| 9  | TĐ | Yannis Tafer           | 11 tháng 2, 1991 (20 tuổi)  | 10   | 3   | Lyon          |
| 10 | TĐ | Gilles Sunu            | 30 tháng 3, 1991 (20 tuổi)  | 7    | 2   | Arsenal       |
| 11 | TV | Antoine Griezmann      | 21 tháng 3, 1991 (20 tuổi)  | 1    | 0   | Real Sociedad |
| 12 | HV | Kalidou Koulibaly      | 20 tháng 6, 1991 (20 tuổi)  | 4    | 0   | Metz          |
| 13 | TV | Francis Coquelin       | 13 tháng 5, 1991 (20 tuổi)  | 5    | 0   | Arsenal       |
| 14 | HV | Timothée Kolodziejczak | 1 tháng 10, 1991 (19 tuổi)  | 5    | 0   | Nice          |
| 15 | HV | Lionel Carole          | 12 tháng 4, 1991 (20 tuổi)  | 3    | 0   | Benfica       |
| 16 | TM | Lucas Veronese         | 6 tháng 2, 1991 (20 tuổi)   | 0    | 0   | Nice          |
| 17 | TĐ | Cédric Bakambu         | 11 tháng 4, 1991 (20 tuổi)  | 7    | 2   | Sochaux       |
| 18 | HV | Maxime Colin           | 15 tháng 11, 1991 (19 tuổi) | 5    | 0   | Boulogne      |
| 19 | TĐ | Alexandre Lacazette    | 28 tháng 5, 1991 (20 tuổi)  | 5    | 4   | Lyon          |
| 20 | TV | Enzo Reale             | 7 tháng 10, 1991 (19 tuổi)  | 7    | 0   | Lyon          |
| 21 | TM | Jonathan Ligali        | 28 tháng 5, 1991 (20 tuổi)  | 2    | 0   | Montpellier   |

### Mali
Huấn luyện viên:  Cheick Fantamady Diallo
| Số | VT | Cầu thủ               | Ngày sinh (tuổi)            | Trận | Bàn | Câu lạc bộ          |
| -- | -- | --------------------- | --------------------------- | ---- | --- | ------------------- |
| 1  | TM | Cheick Sy             | 11 tháng 9, 1992 (18 tuổi)  |      |     | Djoliba AC          |
| 2  | TV | Amara Mallé           | 12 tháng 5, 1992 (19 tuổi)  |      |     | AS Bamako           |
| 3  | HV | Amara Konaté          | 22 tháng 3, 1992 (19 tuổi)  |      |     | AS Bamako           |
| 4  | HV | Boubacar Sylla        | 17 tháng 4, 1991 (20 tuổi)  |      |     | LB Châteauroux      |
| 5  | HV | Moussa Coulibaly      | 19 tháng 12, 1992 (18 tuổi) |      |     | Stade Malien        |
| 6  | TĐ | Mohamed Konaté        | 20 tháng 10, 1992 (18 tuổi) |      |     | Djoliba AC          |
| 7  | TV | Fantamady Diarra      | 2 tháng 11, 1992 (18 tuổi)  |      |     | Stade Malien        |
| 8  | TĐ | Cheick Chérif Doumbia | 19 tháng 8, 1991 (19 tuổi)  |      |     | Stade Tunisien      |
| 9  | TV | Kalifa Coulibaly      | 21 tháng 8, 1991 (19 tuổi)  |      |     | Paris Saint-Germain |
| 10 | TV | Adama Touré           | 28 tháng 8, 1991 (19 tuổi)  |      |     | Paris Saint-Germain |
| 11 | HV | Bakary Dembélé        | 21 tháng 4, 1992 (19 tuổi)  |      |     | Stade Malien        |
| 12 | TV | Soumaila Sidibe       | 15 tháng 6, 1992 (19 tuổi)  |      |     | Olympique Bamako    |
| 13 | TV | Kader Coulibaly       | 20 tháng 12, 1991 (19 tuổi) |      |     | AS Real Bamako      |
| 14 | TĐ | Seydou Diallo         | 17 tháng 2, 1992 (19 tuổi)  |      |     | Djoliba AC          |
| 15 | HV | Mohamed Traoré        | 24 tháng 3, 1992 (19 tuổi)  |      |     | Olympique Bamako    |
| 16 | TM | Boubacar Togola       | 11 tháng 5, 1992 (19 tuổi)  |      |     | Stade Malien        |
| 17 | HV | Kalil Diakité         | 27 tháng 12, 1992 (18 tuổi) |      |     | AS Korofina         |
| 18 | TV | Moussa Guindo         | 15 tháng 1, 1991 (20 tuổi)  |      |     | Onze Créateurs      |
| 19 | TV | Ibrahima Diallo       | 2 tháng 12, 1991 (19 tuổi)  |      |     | AJ Auxerre          |
| 20 | TĐ | Eric Koné             | 12 tháng 7, 1993 (18 tuổi)  |      |     | Stella Club         |
| 21 | HV | Kalifa Traoré         | 16 tháng 2, 1991 (20 tuổi)  |      |     | Paris Saint-Germain |

### Hàn Quốc
Huấn luyện viên:  Lee Kwang-Jong
| Số | VT | Cầu thủ         | Ngày sinh (tuổi)            | Trận | Bàn | Câu lạc bộ              |
| -- | -- | --------------- | --------------------------- | ---- | --- | ----------------------- |
| 1  | TM | No Dong-geon    | 4 tháng 10, 1991 (19 tuổi)  | 12   | 0   | Korea University        |
| 2  | TV | Rim Chang-woo   | 13 tháng 2, 1992 (19 tuổi)  | 3    | 0   | Ulsan Hyundai           |
| 3  | HV | Kim Jin-su      | 13 tháng 6, 1992 (19 tuổi)  | 3    | 0   | Kyung Hee University    |
| 4  | TV | Lee Joo-young   | 16 tháng 3, 1991 (20 tuổi)  | 3    | 0   | Sungkyunkwan University |
| 5  | HV | Hwang Do-yeon   | 27 tháng 2, 1991 (20 tuổi)  | 11   | 1   | Chunnam Dragons         |
| 6  | TV | Choi Sung-keun  | 28 tháng 7, 1991 (20 tuổi)  | 18   | 0   | Korea University        |
| 7  | TV | Kim Sun-min     | 12 tháng 12, 1991 (19 tuổi) | ?    | ?   | Gainare Tottori         |
| 8  | TĐ | Baek Sung-dong  | 13 tháng 8, 1991 (19 tuổi)  | 16   | 1   | Yonsei University       |
| 9  | TĐ | Lee Yong-jae    | 8 tháng 6, 1991 (20 tuổi)   | 0    | 0   | Nantes                  |
| 10 | TĐ | Jung Seung-yong | 25 tháng 3, 1991 (20 tuổi)  | 9    | 2   | Gyeongnam FC            |
| 11 | TV | Kim Kyung-jung  | 16 tháng 4, 1991 (20 tuổi)  | 17   | 2   | Korea University        |
| 12 | HV | Min Sang-gi     | 27 tháng 8, 1991 (19 tuổi)  | 1    | 0   | Suwon Samsung Bluewings |
| 13 | TV | Lee Ki-je       | 9 tháng 7, 1991 (20 tuổi)   | 10   | 2   | Dongguk University      |
| 14 | TV | Kim Young-uk    | 29 tháng 4, 1991 (20 tuổi)  | 22   | 0   | Chunnam Dragons         |
| 15 | TĐ | Nam Seung-woo   | 18 tháng 2, 1992 (19 tuổi)  | 9    | 1   | Yonsei University       |
| 16 | TV | Yun Il-lok      | 7 tháng 3, 1992 (19 tuổi)   | 11   | 0   | Gyeongnam FC            |
| 17 | TV | Moon Sang-yun   | 9 tháng 1, 1991 (20 tuổi)   | 0    | 0   | Ajou University         |
| 18 | TM | Yang Han-been   | 30 tháng 8, 1991 (19 tuổi)  | 0    | 0   | Gangwon FC              |
| 19 | TĐ | Lee Jong-ho     | 24 tháng 2, 1992 (19 tuổi)  | 11   | 2   | Chunnam Dragons         |
| 20 | HV | Jang Hyun-soo   | 28 tháng 9, 1991 (19 tuổi)  | 21   | 3   | Yonsei University       |
| 21 | TM | Kim Jin-young   | 2 tháng 3, 1992 (19 tuổi)   | 0    | 0   | Konkuk University       |

## Bảng B

### Bồ Đào Nha
Huấn luyện viên:  Ilídio Vale
| Số | VT | Cầu thủ          | Ngày sinh (tuổi)            | Trận | Bàn | Câu lạc bộ         |
| -- | -- | ---------------- | --------------------------- | ---- | --- | ------------------ |
| 1  | TM | Mika             | 8 tháng 3, 1991 (20 tuổi)   | 10   | 0   | Benfica            |
| 2  | TV | Pelé             | 29 tháng 9, 1991 (19 tuổi)  | 12   | 1   | Genoa              |
| 3  | HV | Tiago Ferreira   | 10 tháng 7, 1993 (18 tuổi)  | 2    | 0   | Porto B            |
| 4  | HV | Nuno Reis (c)    | 31 tháng 1, 1991 (20 tuổi)  | 12   | 0   | Cercle Brugge      |
| 5  | HV | Roderick Miranda | 30 tháng 3, 1991 (20 tuổi)  | 8    | 0   | Benfica            |
| 6  | TV | Júlio Alves      | 26 tháng 6, 1991 (20 tuổi)  | 10   | 0   | Atlético Madrid    |
| 7  | TĐ | Nélson Oliveira  | 8 tháng 8, 1991 (19 tuổi)   | 12   | 5   | Benfica            |
| 8  | HV | Cédric Soares    | 31 tháng 8, 1991 (19 tuổi)  | 11   | 0   | Académica          |
| 9  | TĐ | Amido Baldé      | 16 tháng 5, 1991 (20 tuổi)  | 9    | 2   | Cercle Brugge      |
| 10 | TV | Lassana Camará   | 29 tháng 12, 1991 (19 tuổi) | 10   | 0   | Real Valladolid    |
| 11 | TĐ | Rui Caetano      | 20 tháng 4, 1991 (20 tuổi)  | 10   | 0   | Paços de Ferreira  |
| 12 | TM | Tiago Maia       | 18 tháng 9, 1992 (18 tuổi)  | 1    | 0   | Santa Clara        |
| 13 | HV | Luís Martins     | 10 tháng 6, 1992 (19 tuổi)  | 5    | 1   | Benfica            |
| 14 | TĐ | Alex             | 27 tháng 8, 1991 (19 tuổi)  | 11   | 1   | Santa Clara        |
| 15 | TV | Danilo Pereira   | 9 tháng 9, 1991 (19 tuổi)   | 12   | 2   | Parma              |
| 16 | HV | Serginho         | 21 tháng 2, 1991 (20 tuổi)  | 6    | 0   | Beira-Mar          |
| 17 | TV | Sérgio Oliveira  | 2 tháng 6, 1992 (19 tuổi)   | 11   | 1   | Beira-Mar          |
| 18 | TV | Ricardo Dias     | 25 tháng 2, 1991 (20 tuổi)  | 6    | 0   | Beira-Mar          |
| 19 | TM | Luís Ribeiro     | 19 tháng 4, 1992 (19 tuổi)  | 1    | 0   | Sertanense         |
| 20 | HV | Mário Rui        | 27 tháng 5, 1991 (20 tuổi)  | 12   | 0   | Gubbio             |
| 21 | TĐ | Rafael Lopes     | 28 tháng 7, 1991 (20 tuổi)  | 7    | 1   | Vitória de Setúbal |

### Uruguay
Huấn luyện viên:  Juan Verzeri

| Số | VT | Cầu thủ                 | Ngày sinh (tuổi)           | Trận | Bàn | Câu lạc bộ           |
| -- | -- | ----------------------- | -------------------------- | ---- | --- | -------------------- |
| 1  | TM | Salvador Ichazo         | 26 tháng 1, 1992 (19 tuổi) |      |     | Danubio              |
| 2  | HV | Federico Platero        | 2 tháng 7, 1991 (20 tuổi)  |      |     | Defensor Sporting    |
| 3  | HV | Diego Polenta           | 2 tháng 6, 1992 (19 tuổi)  |      |     | Genoa                |
| 4  | HV | Guillermo de los Santos | 15 tháng 2, 1991 (20 tuổi) |      |     | Cerro                |
| 5  | TV | Angel Cayetano          | 1 tháng 8, 1991 (19 tuổi)  |      |     | Danubio              |
| 6  | HV | Leandro Cabrera         | 17 tháng 6, 1991 (20 tuổi) |      |     | Numancia             |
| 7  | TĐ | Adrián Luna             | 4 tháng 12, 1992 (18 tuổi) |      |     | Espanyol             |
| 8  | TV | Matías Vecino           | 24 tháng 8, 1991 (19 tuổi) |      |     | Nacional             |
| 9  | TĐ | Federico Rodríguez      | 3 tháng 4, 1991 (20 tuổi)  |      |     | Bologna              |
| 10 | TV | Pablo Cepellini         | 9 tháng 11, 1991 (19 tuổi) |      |     | Cagliari             |
| 11 | TĐ | David Texeira           | 27 tháng 2, 1991 (20 tuổi) |      |     | Defensor Sporting    |
| 12 | TM | Leandro Gelpi           | 27 tháng 2, 1991 (20 tuổi) |      |     | Peñarol              |
| 13 | HV | Maximiliano Olivera     | 3 tháng 5, 1992 (19 tuổi)  |      |     | Montevideo Wanderers |
| 14 | HV | Ramón Arias             | 27 tháng 7, 1992 (19 tuổi) |      |     | Defensor Sporting    |
| 15 | TV | Santiago Martínez       | 30 tháng 7, 1991 (19 tuổi) |      |     | Montevideo Wanderers |
| 16 | TV | Nicolás Prieto          | 9 tháng 5, 1992 (19 tuổi)  |      |     | Nacional             |
| 17 | HV | Yefferson Moreira       | 3 tháng 7, 1991 (20 tuổi)  |      |     | Peñarol              |
| 18 | TV | Camilo Mayada           | 1 tháng 8, 1991 (19 tuổi)  |      |     | Danubio              |
| 19 | TĐ | Diego Rolán             | 24 tháng 3, 1993 (18 tuổi) |      |     | Defensor Sporting    |
| 20 | TĐ | Ignacio Lores           | 26 tháng 4, 1991 (20 tuổi) |      |     | Defensor Sporting    |
| 21 | TM | Jhonny da Silva         | 21 tháng 8, 1991 (19 tuổi) |      |     | Tacuarembó           |

### Cameroon
Huấn luyện viên:  Martin Mpile Ndtoungou

| Số | VT | Cầu thủ            | Ngày sinh (tuổi)            | Trận | Bàn | Câu lạc bộ                |
| -- | -- | ------------------ | --------------------------- | ---- | --- | ------------------------- |
| 1  | TM | Thierry Tangouatio | 4 tháng 5, 1992 (19 tuổi)   |      |     | Sable de Batié            |
| 2  | HV | Eric Nyatchou      | 3 tháng 6, 1991 (20 tuổi)   |      |     | Strasbourg                |
| 3  | HV | Ambroise Oyongo    | 22 tháng 6, 1991 (20 tuổi)  |      |     | Cotonsport FC             |
| 4  | HV | Banana Yaya        | 29 tháng 7, 1991 (20 tuổi)  |      |     | Espérance de Tunis        |
| 5  | HV | Ghislain Mvom      | 23 tháng 10, 1992 (18 tuổi) |      |     | Les Astres FC             |
| 6  | HV | Idriss Nguessi     | 2 tháng 5, 1992 (19 tuổi)   |      |     | Etoa Meki FC              |
| 7  | TV | Edgar Salli        | 17 tháng 8, 1992 (18 tuổi)  |      |     | Cotonsport FC             |
| 8  | TV | Emmanuel Mbongo    | 13 tháng 3, 1993 (18 tuổi)  |      |     | Cotonsport FC             |
| 9  | TĐ | Franck Ohandza     | 28 tháng 9, 1991 (19 tuổi)  |      |     | Buriram PEA F.C.          |
| 10 | TV | Clarence Bitang    | 2 tháng 9, 1992 (18 tuổi)   |      |     | Buriram PEA F.C.          |
| 11 | TĐ | Yannick Makota     | 20 tháng 1, 1992 (19 tuổi)  |      |     | Nancy                     |
| 12 | TV | Franck Kom         | 18 tháng 9, 1991 (19 tuổi)  |      |     | Panthère FC               |
| 13 | HV | Serge Leuko        | 4 tháng 8, 1993 (17 tuổi)   |      |     | Torre Levante             |
| 14 | TV | Yazid Atouba       | 2 tháng 1, 1993 (18 tuổi)   |      |     | Canon Yaoundé             |
| 15 | HV | Maxime Mengue      | 17 tháng 11, 1991 (19 tuổi) |      |     | Canon Yaoundé             |
| 16 | TM | Jean Efala         | 11 tháng 8, 1992 (18 tuổi)  |      |     | Fovu                      |
| 17 | HV | Jushua Mbuluba     | 15 tháng 1, 1992 (19 tuổi)  |      |     | Renaissance FC de Ngoumou |
| 18 | TV | Hervé Mbega        | 5 tháng 1, 1994 (17 tuổi)   |      |     | Mallorca B                |
| 19 | TĐ | Christ Mbondi      | 2 tháng 2, 1992 (19 tuổi)   |      |     | Sion                      |
| 20 | TĐ | Eric Same          | 23 tháng 2, 1993 (18 tuổi)  |      |     | Huracán Valencia          |
| 21 | TM | Eric Ngana         | 3 tháng 10, 1992 (18 tuổi)  |      |     | Renaissance FC de Ngoumou |

### New Zealand
Huấn luyện viên:  Chris Milicich

| Số | VT | Cầu thủ          | Ngày sinh (tuổi)            | Trận | Bàn | Câu lạc bộ         |
| -- | -- | ---------------- | --------------------------- | ---- | --- | ------------------ |
| 1  | TM | Stefan Marinovic | 10 tháng 7, 1991 (20 tuổi)  | 7    | 0   | Wehen Wiesbaden    |
| 2  | TV | Andrew Bevin     | 16 tháng 5, 1992 (19 tuổi)  | 6    | 3   | Napier City Rovers |
| 3  | HV | Nick Branch      | 28 tháng 1, 1991 (20 tuổi)  | 7    | 4   | Central United     |
| 4  | TV | Ryan Cain        | 7 tháng 12, 1992 (18 tuổi)  | 6    | 1   | Western Suburbs FC |
| 5  | TV | Sean Lovemore    | 8 tháng 6, 1992 (19 tuổi)   | 3    | 0   | Onehunga Sports    |
| 6  | HV | Nikko Boxall     | 24 tháng 2, 1992 (19 tuổi)  | 4    | 0   | Central United     |
| 7  | TV | Cameron Lindsay  | 21 tháng 12, 1992 (18 tuổi) | 2    | 1   | Blackburn Rovers   |
| 8  | TĐ | Ethan Galbraith  | 25 tháng 8, 1991 (19 tuổi)  | 4    | 1   | Lower Hutt City    |
| 9  | TĐ | Tim Payne        | 10 tháng 1, 1994 (17 tuổi)  | 0    | 0   | Waitakere United   |
| 10 | HV | Anthony Hobbs    | 6 tháng 4, 1991 (20 tuổi)   | 7    | 0   | Waitakere United   |
| 11 | TĐ | Dakota Lucas     | 26 tháng 7, 1991 (20 tuổi)  | 7    | 5   | Waitakere United   |
| 12 | TĐ | Andrew Milne     | 1 tháng 3, 1992 (19 tuổi)   | 4    | 0   | Auckland City FC   |
| 13 | TV | Colin Murphy     | 19 tháng 3, 1991 (20 tuổi)  | 3    | 0   | Onehunga Sports    |
| 14 | HV | James Musa       | 1 tháng 4, 1992 (19 tuổi)   | 7    | 3   | Unattached         |
| 15 | TV | Marco Rojas      | 5 tháng 11, 1991 (19 tuổi)  | 7    | 4   | Melbourne Victory  |
| 16 | HV | Lukas Rowe       | 16 tháng 9, 1992 (18 tuổi)  | 3    | 0   | Birmingham City    |
| 17 | TĐ | Mikey Kramer     | 12 tháng 7, 1991 (20 tuổi)  | 0    | 0   | Melville United    |
| 18 | TM | Scott Basalaj    | 19 tháng 4, 1994 (17 tuổi)  | 0    | 0   | Lower Hutt City    |
| 19 | HV | Liam Higgins     | 27 tháng 9, 1993 (17 tuổi)  | 0    | 0   | Lower Hutt City    |
| 20 | TV | Adam Thomas      | 1 tháng 4, 1992 (19 tuổi)   | 5    | 1   | Melville United    |
| 21 | TM | Coey Turipa      | 12 tháng 2, 1992 (19 tuổi)  | 0    | 0   | Brisbane Wolves    |

## Bảng C

### Úc
Huấn luyện viên:  Jan Versleijen

| Số | VT | Cầu thủ             | Ngày sinh (tuổi)            | Trận | Bàn | Câu lạc bộ             |
| -- | -- | ------------------- | --------------------------- | ---- | --- | ---------------------- |
| 1  | TM | Mark Birighitti     | 17 tháng 4, 1991 (20 tuổi)  | 29   | 0   | Adelaide United        |
| 2  | TV | Rhyan Grant         | 26 tháng 2, 1991 (20 tuổi)  | 19   | 0   | Sydney FC              |
| 3  | HV | Dylan McGowan       | 6 tháng 7, 1991 (19 tuổi)   | 21   | 4   | Gold Coast United      |
| 4  | HV | Trent Sainsbury     | 5 tháng 1, 1992 (19 tuổi)   | 5    | 0   | Central Coast Mariners |
| 5  | HV | Marc Warren         | 11 tháng 2, 1992 (19 tuổi)  | 9    | 0   | Sheffield United       |
| 6  | TV | Ben Kantarovski (C) | 20 tháng 1, 1992 (19 tuổi)  | 22   | 2   | Newcastle Jets         |
| 7  | TĐ | Kofi Danning        | 3 tháng 2, 1991 (20 tuổi)   | 26   | 3   | Brisbane Roar          |
| 8  | TV | Terry Antonis       | 26 tháng 11, 1993 (17 tuổi) | 6    | 1   | Sydney FC              |
| 9  | TĐ | Kerem Bulut         | 3 tháng 2, 1992 (19 tuổi)   | 11   | 9   | Mladá Boleslav         |
| 10 | TV | Mustafa Amini       | 20 tháng 4, 1993 (18 tuổi)  | 13   | 3   | Central Coast Mariners |
| 11 | TĐ | Thomas Oar          | 10 tháng 12, 1991 (19 tuổi) | 29   | 2   | Utrecht                |
| 12 | TM | Nick Feely          | 1 tháng 1, 1992 (19 tuổi)   | 0    | 0   | Celtic                 |
| 13 | TĐ | Matthew Fletcher    | 1 tháng 6, 1992 (19 tuổi)   | 11   | 2   | Unattached             |
| 14 | TĐ | Corey Gameiro       | 1 tháng 1, 1993 (18 tuổi)   | 1    | 0   | Fulham                 |
| 15 | HV | Brendan Hamill      | 18 tháng 9, 1992 (18 tuổi)  | 11   | 1   | Melbourne Heart        |
| 16 | HV | Petar Franjic       | 7 tháng 4, 1992 (19 tuổi)   | 9    | 1   | Melbourne Victory      |
| 17 | HV | Sam Gallagher       | 5 tháng 5, 1991 (20 tuổi)   | 16   | 1   | Central Coast Mariners |
| 18 | TM | Matt Acton          | 3 tháng 6, 1992 (19 tuổi)   | 2    | 0   | Brisbane Roar          |
| 19 | TĐ | Bernie Ibini-Isei   | 12 tháng 9, 1992 (18 tuổi)  | 2    | 1   | Central Coast Mariners |
| 20 | TV | Jake Barker-Daish   | 7 tháng 5, 1993 (18 tuổi)   | 2    | 0   | Gold Coast United      |
| 21 | TĐ | Dimitri Petratos    | 10 tháng 11, 1992 (18 tuổi) | 6    | 2   | Sydney FC              |

- Nick Feely replaced Lawrence Thomas on 22 July due to a thigh injury.[13]
- Mathew Leckie was withdrawn by his club side Borussia Mönchengladbach on 23 tháng 7 năm 2011 and replaced by Corey Gameiro.[14]

### Ecuador
Huấn luyện viên:  Sixto Vizuete

| Số | VT | Cầu thủ            | Ngày sinh (tuổi)            | Trận | Bàn | Câu lạc bộ               |
| -- | -- | ------------------ | --------------------------- | ---- | --- | ------------------------ |
| 1  | TM | John Jaramillo     | 15 tháng 9, 1991 (19 tuổi)  | 0    | 0   | LDU Quito                |
| 2  | HV | Mario Pineida      | 6 tháng 7, 1992 (19 tuổi)   | 0    | 0   | Independiente José Terán |
| 3  | HV | John Narváez       | 12 tháng 6, 1991 (20 tuổi)  | 0    | 0   | Deportivo Cuenca         |
| 4  | HV | Wilson Morante     | 12 tháng 2, 1991 (20 tuổi)  | 0    | 0   | Emelec                   |
| 5  | TV | Dennys Quiñónez    | 12 tháng 3, 1992 (19 tuổi)  | 20   | 0   | Barcelona                |
| 6  | HV | Edder Fuertes      | 27 tháng 3, 1992 (19 tuổi)  | 0    | 0   | El Nacional              |
| 7  | TV | Fernando Gaibor    | 8 tháng 10, 1991 (19 tuổi)  | 0    | 0   | Emelec                   |
| 8  | TV | Yeison Ordóñez     | 15 tháng 3, 1992 (19 tuổi)  | 0    | 0   | Independiente José Terán |
| 9  | TĐ | Marlon de Jesús    | 9 tháng 4, 1991 (20 tuổi)   | 4    | 0   | Deportivo Quito          |
| 10 | TĐ | Juan Govea         | 27 tháng 1, 1991 (20 tuổi)  | 0    | 0   | Deportivo Cuenca         |
| 11 | TV | Marcos Caicedo     | 10 tháng 11, 1991 (19 tuổi) | 0    | 0   | Emelec                   |
| 12 | TM | Johan Padilla      | 14 tháng 8, 1992 (18 tuổi)  | 0    | 0   | Independiente José Terán |
| 13 | TĐ | Edson Montaño      | 15 tháng 3, 1991 (20 tuổi)  | 0    | 0   | Gent                     |
| 14 | TV | Dixon Arroyo       | 1 tháng 6, 1992 (19 tuổi)   | 0    | 0   | Deportivo Quito          |
| 15 | TV | Juan Cazares       | 3 tháng 4, 1992 (19 tuổi)   | 0    | 0   | River Plate              |
| 16 | HV | Christian Cruz     | 1 tháng 8, 1992 (18 tuổi)   | 0    | 0   | Barcelona                |
| 17 | TĐ | Jorge Cuesta       | 25 tháng 2, 1992 (19 tuổi)  | 0    | 0   | Deportivo Cuenca         |
| 18 | TV | Danny Luna         | 25 tháng 5, 1991 (20 tuổi)  | 0    | 0   | Rocafuerte               |
| 19 | TV | Brayan de la Torre | 11 tháng 1, 1991 (20 tuổi)  | 0    | 0   | Barcelona                |
| 20 | TV | Andrés Oña         | 30 tháng 10, 1992 (18 tuổi) | 0    | 0   | Independiente José Terán |
| 21 | TM | Fredy Carcelén     | 4 tháng 9, 1993 (17 tuổi)   | 0    | 0   | El Nacional              |

### Costa Rica
Huấn luyện viên:  Ronald González
| Số | VT | Cầu thủ             | Ngày sinh (tuổi)            | Trận | Bàn | Câu lạc bộ        |
| -- | -- | ------------------- | --------------------------- | ---- | --- | ----------------- |
| 1  | TM | Mauricio Vargas     | 10 tháng 8, 1992 (18 tuổi)  |      |     | Albacete Balompié |
| 2  | HV | Jordan Smith        | 23 tháng 4, 1991 (20 tuổi)  |      |     | Le Havre          |
| 3  | HV | Keyner Brown        | 30 tháng 12, 1991 (19 tuổi) |      |     | Orión             |
| 4  | HV | Ariel Contreras     | 5 tháng 10, 1991 (19 tuổi)  |      |     | Saprissa          |
| 5  | TV | Rafael Chávez       | 15 tháng 1, 1991 (20 tuổi)  |      |     | Saprissa          |
| 6  | TĐ | John Jairo Ruiz     | 10 tháng 1, 1994 (17 tuổi)  |      |     | Saprissa          |
| 7  | TĐ | Javier Escoe        | 4 tháng 6, 1991 (20 tuổi)   |      |     | Lorient           |
| 8  | TV | Juan Bustos Golobio | 9 tháng 7, 1992 (19 tuổi)   |      |     | Saprissa          |
| 9  | TĐ | Joshua Díaz         | 14 tháng 2, 1991 (20 tuổi)  |      |     | Puntarenas        |
| 10 | TĐ | Joel Campbell       | 26 tháng 6, 1992 (19 tuổi)  |      |     | Saprissa          |
| 11 | TĐ | Bryan Vega          | 27 tháng 5, 1991 (20 tuổi)  |      |     | Orión             |
| 12 | TV | Diego Calvo         | 25 tháng 3, 1991 (20 tuổi)  |      |     | Alajuelense       |
| 13 | TM | Kevin Briceño       | 21 tháng 10, 1991 (19 tuổi) |      |     | Orión             |
| 14 | TĐ | Vianney Blanco      | 1 tháng 9, 1992 (18 tuổi)   |      |     | Alajuelense       |
| 15 | HV | Joseph Mora         | 15 tháng 1, 1993 (18 tuổi)  |      |     | Alajuelense       |
| 16 | HV | Ariel Soto          | 14 tháng 5, 1992 (19 tuổi)  |      |     | Orión             |
| 17 | TV | Yeltsin Tejeda      | 17 tháng 3, 1992 (19 tuổi)  |      |     | Saprissa          |
| 18 | TM | Aaron Cruz          | 25 tháng 5, 1991 (20 tuổi)  |      |     | San Carlos        |
| 19 | TĐ | Deyver Vega         | 19 tháng 9, 1992 (18 tuổi)  |      |     | Saprissa          |
| 20 | HV | Francisco Calvo     | 8 tháng 7, 1992 (19 tuổi)   |      |     | Unattached        |
| 21 | TĐ | Pablo Martínez      | 14 tháng 1, 1992 (19 tuổi)  |      |     | Alajuelense       |

### Tây Ban Nha
Huấn luyện viên:  Julen Lopetegui

| Số | VT | Cầu thủ           | Ngày sinh (tuổi)           | Trận | Bàn | Câu lạc bộ      |
| -- | -- | ----------------- | -------------------------- | ---- | --- | --------------- |
| 1  | TM | Álex Sánchez      | 3 tháng 2, 1991 (20 tuổi)  | 1    | 0   | Zaragoza        |
| 2  | HV | Hugo Mallo        | 22 tháng 6, 1991 (20 tuổi) | 0    | 0   | Celta Vigo      |
| 3  | HV | Antonio Luna      | 17 tháng 3, 1991 (20 tuổi) | 1    | 0   | Sevilla         |
| 4  | HV | Marc Bartra(c)    | 15 tháng 1, 1991 (20 tuổi) | 1    | 0   | Barcelona       |
| 5  | HV | Jorge Pulido      | 8 tháng 4, 1991 (20 tuổi)  | 1    | 0   | Atlético Madrid |
| 6  | TV | Oriol Romeu       | 24 tháng 9, 1991 (19 tuổi) | 3    | 0   | Barcelona       |
| 7  | TV | Kiko Femenía      | 2 tháng 2, 1991 (20 tuổi)  | 1    | 0   | Barcelona       |
| 8  | TV | Recio             | 11 tháng 1, 1991 (20 tuổi) | 1    | 0   | Málaga          |
| 9  | TĐ | Rodrigo Moreno    | 6 tháng 3, 1991 (20 tuổi)  | 1    | 0   | Benfica         |
| 10 | TV | Sergio Canales    | 16 tháng 2, 1991 (20 tuổi) | 0    | 0   | Real Madrid     |
| 11 | TĐ | Dani Pacheco      | 5 tháng 1, 1991 (20 tuổi)  | 0    | 0   | Liverpool       |
| 12 | HV | Carles Planas     | 4 tháng 3, 1991 (20 tuổi)  | 0    | 0   | Barcelona       |
| 13 | TM | Aitor Fernández   | 3 tháng 5, 1991 (20 tuổi)  | 1    | 0   | Athletic Bilbao |
| 14 | HV | Jordi Amat        | 21 tháng 3, 1992 (19 tuổi) | 1    | 0   | Espanyol        |
| 15 | TĐ | Isco              | 21 tháng 4, 1992 (19 tuổi) | 1    | 0   | Málaga          |
| 16 | TV | Koke              | 8 tháng 1, 1992 (19 tuổi)  | 0    | 0   | Atlético Madrid |
| 17 | TV | Sergi Roberto     | 7 tháng 2, 1992 (19 tuổi)  | 1    | 0   | Barcelona       |
| 18 | TV | Cristian Tello    | 11 tháng 8, 1991 (19 tuổi) | 1    | 1   | Barcelona       |
| 19 | TV | Ezequiel Calvente | 12 tháng 1, 1991 (20 tuổi) | 1    | 0   | Betis           |
| 20 | TĐ | Álvaro Vázquez    | 27 tháng 4, 1991 (20 tuổi) | 1    | 0   | Espanyol        |
| 21 | TM | Fernando Pacheco  | 18 tháng 5, 1992 (19 tuổi) | 0    | 0   | Real Madrid     |

## Bảng D

### Croatia
Huấn luyện viên:  Ivan Grnja
| Số | VT | Cầu thủ              | Ngày sinh (tuổi)            | Trận | Bàn | Câu lạc bộ     |
| -- | -- | -------------------- | --------------------------- | ---- | --- | -------------- |
| 1  | TM | Matej Delač          | 20 tháng 8, 1992 (18 tuổi)  | 1    | 0   | Chelsea        |
| 2  | HV | Ivor Horvat          | 19 tháng 8, 1991 (19 tuổi)  | 1    | 0   | Lokomotiva     |
| 3  | HV | Dejan Glavica        | 20 tháng 8, 1991 (19 tuổi)  | 1    | 0   | Varaždin       |
| 4  | TV | Franko Andrijašević  | 22 tháng 6, 1991 (20 tuổi)  | 1    | 0   | Hajduk Split   |
| 5  | HV | Renato Kelić         | 31 tháng 3, 1991 (20 tuổi)  | 0    | 0   | Slovan Liberec |
| 6  | HV | Tomislav Glumac      | 14 tháng 5, 1991 (20 tuổi)  | 1    | 0   | Hajduk Split   |
| 7  | TV | Zvonko Pamić         | 4 tháng 2, 1991 (20 tuổi)   | 0    | 0   | MSV Duisburg   |
| 8  | TV | Arijan Ademi         | 29 tháng 5, 1991 (20 tuổi)  | 0    | 0   | Dinamo Zagreb  |
| 9  | TĐ | Andrej Kramarić      | 19 tháng 6, 1991 (20 tuổi)  | 0    | 0   | Dinamo Zagreb  |
| 10 | TV | Filip Ozobić         | 8 tháng 4, 1991 (20 tuổi)   | 6    | 0   | Spartak Moscow |
| 11 | TV | Mario Tičinović      | 20 tháng 8, 1991 (19 tuổi)  | 4    | 1   | Hajduk Split   |
| 12 | TM | Dominik Picak        | 12 tháng 2, 1992 (19 tuổi)  | 0    | 0   | Dinamo Zagreb  |
| 13 | HV | Marko Lešković       | 27 tháng 4, 1991 (20 tuổi)  | 1    | 1   | Osijek         |
| 14 | TV | Roberto Punčec       | 27 tháng 10, 1991 (19 tuổi) | 0    | 0   | Varaždin       |
| 15 | TĐ | Antonio Jakoliš      | 28 tháng 2, 1992 (19 tuổi)  | 0    | 0   | Šibenik        |
| 16 | TV | Frano Mlinar         | 30 tháng 3, 1992 (19 tuổi)  | 0    | 0   | Lokomotiva     |
| 17 | TĐ | Anton Maglica        | 11 tháng 11, 1991 (19 tuổi) | 0    | 0   | Osijek         |
| 18 | TĐ | Ivan Lendrić         | 8 tháng 8, 1991 (19 tuổi)   | 0    | 0   | Hajduk Split   |
| 19 | TĐ | Marin Zulim          | 26 tháng 10, 1991 (19 tuổi) | 0    | 0   | Hajduk Split   |
| 20 | TĐ | Ivan Blažević        | 25 tháng 7, 1992 (19 tuổi)  | 0    | 0   | Inter Zaprešić |
| 21 | TM | Michael Paradžiković | 9 tháng 1, 1991 (20 tuổi)   | 0    | 0   | Cibalia        |

### Ả Rập Xê Út
Huấn luyện viên:  Khalid Al-Koroni

| Số | VT | Cầu thủ              | Ngày sinh (tuổi)            | Trận | Bàn | Câu lạc bộ  |
| -- | -- | -------------------- | --------------------------- | ---- | --- | ----------- |
| 1  | TM | Abdullah Al-Sudairy  | 2 tháng 2, 1992 (19 tuổi)   |      |     | Al-Hilal    |
| 2  | HV | Saleh Al-Qumaizi     | 30 tháng 10, 1991 (19 tuổi) |      |     | Al-Shabab   |
| 3  | HV | Salem Al-Dawsari     | 19 tháng 8, 1991 (19 tuổi)  |      |     | Al-Hilal    |
| 4  | HV | Mohammed Al-Fatil    | 4 tháng 1, 1992 (19 tuổi)   |      |     | Al-Ahli     |
| 5  | HV | Abdullah Al-Hafith   | 25 tháng 12, 1992 (18 tuổi) |      |     | Al-Ittifaq  |
| 6  | HV | Ali Al-Zubaidi       | 4 tháng 1, 1993 (18 tuổi)   |      |     | Al-Ittifaq  |
| 7  | TĐ | Yahya Dagriri        | 13 tháng 8, 1991 (19 tuổi)  |      |     | Al-Ittihad  |
| 8  | TV | Abdulaziz Al-Aazmi   | 6 tháng 2, 1991 (20 tuổi)   |      |     | Al Nasr     |
| 9  | TĐ | Fahad Al-Muwallad    | 14 tháng 9, 1994 (16 tuổi)  |      |     | Al-Ittihad  |
| 10 | TV | Abdulellah Al-Nassar | 6 tháng 7, 1991 (20 tuổi)   |      |     | Al Nasr     |
| 11 | TV | Ibrahim Al-Ibrahim   | 3 tháng 6, 1992 (19 tuổi)   |      |     | Al-Ittifaq  |
| 12 | TV | Maan Khodari         | 13 tháng 12, 1991 (19 tuổi) |      |     | Al-Ittihad  |
| 13 | HV | Yasser Al-Shahrani   | 25 tháng 5, 1992 (19 tuổi)  |      |     | Al-Qadisiya |
| 14 | TV | Abdullah Otayf       | 3 tháng 8, 1992 (18 tuổi)   |      |     | Louletano   |
| 15 | TV | Mustafa Al-Bassas    | 2 tháng 6, 1993 (18 tuổi)   |      |     | Al-Ahli     |
| 16 | TM | Fawaz Al-Qarni       | 2 tháng 4, 1992 (19 tuổi)   |      |     | Al-Ittihad  |
| 17 | TĐ | Mohammed Majrashi    | 20 tháng 5, 1991 (20 tuổi)  |      |     | Al-Ahli     |
| 18 | HV | Motaz Hawsawi        | 17 tháng 2, 1992 (19 tuổi)  |      |     | Al-Ahli     |
| 19 | TĐ | Fahad Al-Johani      | 26 tháng 10, 1991 (19 tuổi) |      |     | Al-Hilal    |
| 20 | TV | Yasser Al-Fahmi      | 20 tháng 12, 1991 (19 tuổi) |      |     | Al-Ahli     |
| 21 | TM | Fawaz Al-Khaibari    | 6 tháng 1, 1992 (19 tuổi)   |      |     | Al-Ittihad  |

### Nigeria
Huấn luyện viên:  John Obuh

| Số | VT | Cầu thủ             | Ngày sinh (tuổi)            | Trận | Bàn | Câu lạc bộ           |
| -- | -- | ------------------- | --------------------------- | ---- | --- | -------------------- |
| 1  | TM | Dami Paul           | 18 tháng 12, 1992 (18 tuổi) |      |     | Nasarawa United F.C. |
| 2  | HV | Terna Suswam        | 5 tháng 9, 1991 (19 tuổi)   |      |     | Vitória de Setúbal   |
| 3  | TV | Omoh Ojabu          | 14 tháng 12, 1992 (18 tuổi) |      |     | Dolphins             |
| 4  | TV | Sani Tahir          | 25 tháng 8, 1992 (18 tuổi)  |      |     | Vejle                |
| 5  | HV | Kenneth Omeruo      | 17 tháng 10, 1993 (17 tuổi) |      |     | Standard Liège       |
| 6  | HV | Ganiu Ogungbe       | 12 tháng 9, 1992 (18 tuổi)  |      |     | Gateway              |
| 7  | TĐ | Ahmed Musa          | 14 tháng 10, 1992 (18 tuổi) |      |     | VVV-Venlo            |
| 8  | TĐ | Maduabuchi Ejike    | 1 tháng 1, 1993 (18 tuổi)   |      |     | Sharks               |
| 9  | TĐ | Olarenwaju Kayode   | 8 tháng 5, 1993 (18 tuổi)   |      |     | ASEC Mimosas         |
| 10 | TV | Abdul Jeleel Ajagun | 10 tháng 2, 1993 (18 tuổi)  |      |     | Dolphins             |
| 11 | TĐ | Terry Envoh         | 12 tháng 12, 1992 (18 tuổi) |      |     | Sharks               |
| 12 | TĐ | Uche Nwofor         | 17 tháng 9, 1991 (19 tuổi)  |      |     | Enugu Rangers        |
| 13 | HV | Emmanuel Anyanwu    | 15 tháng 11, 1991 (19 tuổi) |      |     | Enyimba Aba          |
| 14 | TĐ | Sani Emmanuel       | 23 tháng 12, 1992 (18 tuổi) |      |     | Lazio                |
| 15 | TV | Philemon Daniel     | 20 tháng 11, 1992 (18 tuổi) |      |     | Kwara United F.C.    |
| 16 | TM | Gideon Gambo        | 15 tháng 11, 1992 (18 tuổi) |      |     | Sharks               |
| 17 | HV | Felix Udoh          | 28 tháng 12, 1993 (17 tuổi) |      |     | First Bank           |
| 18 | TĐ | Edafe Egbedi        | 5 tháng 8, 1993 (17 tuổi)   |      |     | Unattached           |
| 19 | HV | Chimezie Mbah       | 10 tháng 11, 1992 (18 tuổi) |      |     | Warri Wolves         |
| 20 | TV | Ramón Azeez         | 12 tháng 12, 1992 (18 tuổi) |      |     | Almería              |
| 21 | TM | Kazim Yekini        | 1 tháng 12, 1992 (18 tuổi)  |      |     | Kwara United         |

### Guatemala
Huấn luyện viên:  Ever Hugo Almeida

| Số | VT | Cầu thủ              | Ngày sinh (tuổi)            | Trận | Bàn | Câu lạc bộ             |
| -- | -- | -------------------- | --------------------------- | ---- | --- | ---------------------- |
| 1  | TM | Roberto Padilla      | 9 tháng 7, 1993 (18 tuổi)   |      |     | Comunicaciones         |
| 2  | HV | José Andrade         | 11 tháng 4, 1991 (20 tuổi)  |      |     | Cobán Imperial         |
| 3  | HV | Manuel Moreno        | 18 tháng 6, 1991 (20 tuổi)  |      |     | Juventud Retalteca     |
| 4  | HV | William Ramírez      | 21 tháng 4, 1991 (20 tuổi)  |      |     | Nueva Concepción       |
| 5  | HV | Elías Vásquez (c)    | 18 tháng 6, 1992 (19 tuổi)  |      |     | Comunicaciones         |
| 6  | TV | José Del Águila      | 7 tháng 3, 1991 (20 tuổi)   |      |     | Comunicaciones         |
| 7  | TV | Marvín Ceballos      | 22 tháng 4, 1992 (19 tuổi)  |      |     | Comunicaciones         |
| 8  | TV | José Carlos Castillo | 18 tháng 2, 1992 (19 tuổi)  |      |     | VCU Rams               |
| 9  | TĐ | Henry López          | 8 tháng 8, 1992 (18 tuổi)   |      |     | Esporte Clube Noroeste |
| 10 | TV | Kevin Norales        | 26 tháng 1, 1991 (20 tuổi)  |      |     | Deportivo Marquense    |
| 11 | TV | Kendel Herrarte      | 6 tháng 4, 1992 (19 tuổi)   |      |     | Comunicaciones         |
| 12 | TM | José Carlos Morales  | 14 tháng 2, 1991 (20 tuổi)  |      |     | La Gomera              |
| 13 | TĐ | José Eduardo Melgar  | 12 tháng 1, 1991 (20 tuổi)  |      |     | Juventud Escuintleca   |
| 14 | HV | José Lémus           | 5 tháng 12, 1992 (18 tuổi)  |      |     | Comunicaciones         |
| 15 | HV | Sixto Betancourt     | 16 tháng 5, 1992 (19 tuổi)  |      |     | Deportivo Marquense    |
| 16 | TV | Cristian Lima        | 2 tháng 10, 1992 (18 tuổi)  |      |     | Jalapa                 |
| 17 | TV | Marco Rivas          | 2 tháng 4, 1991 (20 tuổi)   |      |     | Municipal              |
| 18 | TĐ | Abner Bonilla        | 5 tháng 10, 1991 (19 tuổi)  |      |     | Juventud Escuintleca   |
| 19 | HV | Walter Arriola       | 20 tháng 10, 1992 (18 tuổi) |      |     | Deportivo Cahabón      |
| 20 | TĐ | Gerson Lima          | 10 tháng 11, 1992 (18 tuổi) |      |     | Jalapa                 |
| 21 | TM | José Carlos García   | 16 tháng 2, 1993 (18 tuổi)  |      |     | Nueva Concepción       |

## Bảng E

### Brasil
Huấn luyện viên:  Ney Franco

| Số | VT | Cầu thủ           | Ngày sinh (tuổi)            | Trận | Bàn | Câu lạc bộ       |
| -- | -- | ----------------- | --------------------------- | ---- | --- | ---------------- |
| 1  | TM | Gabriel           | 27 tháng 9, 1992 (18 tuổi)  | 8    | 0   | Cruzeiro         |
| 2  | HV | Danilo            | 15 tháng 7, 1991 (20 tuổi)  | 8    | 1   | Santos           |
| 3  | HV | Bruno Uvini       | 3 tháng 6, 1991 (20 tuổi)   | 6    | 0   | São Paulo        |
| 4  | HV | Juan Jesus        | 10 tháng 6, 1991 (20 tuổi)  | 7    | 0   | Internacional    |
| 5  | TV | Fernando          | 3 tháng 3, 1992 (19 tuổi)   | 8    | 0   | Grêmio           |
| 6  | HV | Alex Sandro       | 26 tháng 1, 1991 (20 tuổi)  | 9    | 0   | Santos           |
| 7  | TV | Dudu              | 7 tháng 1, 1992 (19 tuổi)   | 0    | 0   | Cruzeiro         |
| 8  | TV | Casemiro          | 15 tháng 3, 1992 (19 tuổi)  | 8    | 3   | São Paulo        |
| 9  | TĐ | Willian José      | 23 tháng 11, 1991 (19 tuổi) | 8    | 3   | São Paulo        |
| 10 | TV | Philippe Coutinho | 12 tháng 6, 1992 (19 tuổi)  | 0    | 0   | Inter Milan      |
| 11 | TV | Oscar             | 9 tháng 9, 1991 (19 tuổi)   | 9    | 0   | Internacional    |
| 12 | TM | César             | 27 tháng 1, 1992 (19 tuổi)  | 0    | 0   | Flamengo         |
| 13 | HV | Rodrigo Frauches  | 28 tháng 9, 1992 (18 tuổi)  | 0    | 0   | Flamengo         |
| 14 | TV | Allan             | 8 tháng 1, 1991 (20 tuổi)   | 0    | 0   | Vasco da Gama    |
| 15 | HV | Romário Leiria    | 28 tháng 6, 1992 (19 tuổi)  | 4    | 0   | Internacional    |
| 16 | HV | Gabriel Silva     | 13 tháng 5, 1991 (20 tuổi)  | 2    | 0   | Palmeiras        |
| 17 | HV | Rafael Galhardo   | 30 tháng 10, 1991 (19 tuổi) | 7    | 0   | Flamengo         |
| 18 | TV | Alan Patrick      | 13 tháng 5, 1991 (20 tuổi)  | 3    | 0   | Shakhtar Donetsk |
| 19 | TĐ | Henrique          | 27 tháng 5, 1991 (20 tuổi)  | 6    | 2   | São Paulo        |
| 20 | TĐ | Negueba           | 7 tháng 3, 1992 (19 tuổi)   | 0    | 0   | Flamengo         |
| 21 | TM | Aleks             | 20 tháng 2, 1991 (20 tuổi)  | 1    | 0   | Avaí             |

### Ai Cập
Huấn luyện viên:  Diaa El-Sayed

| Số | VT | Cầu thủ             | Ngày sinh (tuổi)            | Trận | Bàn | Câu lạc bộ           |
| -- | -- | ------------------- | --------------------------- | ---- | --- | -------------------- |
| 1  | TM | Ahmed El-Shenawy    | 14 tháng 5, 1991 (20 tuổi)  | 9    | 0   | Al-Masry             |
| 2  | HV | Mahmoud Alaa El-Din | 1 tháng 1, 1991 (20 tuổi)   |      |     | Haras El-Hodood      |
| 3  | HV | Ayman Ashraf        | 9 tháng 4, 1991 (20 tuổi)   |      |     | Al-Ahly              |
| 4  | HV | Taha                | 17 tháng 4, 1991 (20 tuổi)  |      |     | Al-Ahly              |
| 5  | TV | Saleh Gomaa         | 1 tháng 8, 1993 (17 tuổi)   |      |     | ENPPI                |
| 6  | HV | Ahmed Hegazy        | 25 tháng 1, 1991 (20 tuổi)  |      |     | Ismaily              |
| 7  | HV | Hussein El-Sayed    | 18 tháng 9, 1991 (19 tuổi)  |      |     | Al-Ahly              |
| 8  | HV | Ahmed Sobhi         | 4 tháng 3, 1991 (20 tuổi)   |      |     | ENPPI                |
| 9  | TV | Mohamed Hamdy       | 13 tháng 12, 1991 (19 tuổi) |      |     | Ittihad              |
| 10 | TV | Manga               | 24 tháng 12, 1991 (19 tuổi) |      |     | Al-Ahly              |
| 11 | TĐ | Ali Fathy           | 2 tháng 1, 1992 (19 tuổi)   |      |     | Al-Mokawloon Al-Arab |
| 12 | TĐ | Mohamed Salah       | 15 tháng 6, 1992 (19 tuổi)  |      |     | Al-Mokawloon Al-Arab |
| 13 | TV | Ahmed Tawfik        | 1 tháng 10, 1991 (19 tuổi)  |      |     | Zamalek              |
| 14 | TV | Mohamed Ibrahim     | 1 tháng 3, 1992 (19 tuổi)   |      |     | Zamalek              |
| 15 | HV | Mahmoud Ezzat       | 1 tháng 5, 1992 (19 tuổi)   |      |     | Al-Mokawloon Al-Arab |
| 16 | TM | Mohamed Awad        | 6 tháng 7, 1992 (19 tuổi)   |      |     | Ismaily              |
| 17 | TV | Mohamed Elneny      | 19 tháng 7, 1992 (19 tuổi)  |      |     | Al-Mokawloon Al-Arab |
| 18 | TV | Omar Gaber          | 30 tháng 1, 1992 (19 tuổi)  |      |     | Zamalek              |
| 19 | TĐ | Koka                | 5 tháng 3, 1993 (18 tuổi)   |      |     | Al-Ahly              |
| 20 | TV | Mohamed Ghazy       | 12 tháng 11, 1992 (18 tuổi) |      |     | ENPPI                |
| 21 | TM | Ahmed Behiry        | 1 tháng 4, 1991 (20 tuổi)   |      |     | Al-Mokawloon Al-Arab |

### Áo
Huấn luyện viên:  Andreas Heraf

| Số | VT | Cầu thủ                 | Ngày sinh (tuổi)            | Trận | Bàn | Câu lạc bộ                  |
| -- | -- | ----------------------- | --------------------------- | ---- | --- | --------------------------- |
| 1  | TM | Samuel Sahin-Radlinger  | 7 tháng 11, 1992 (18 tuổi)  | 0    | 0   | Hannover 96                 |
| 2  | HV | Richard Windbichler     | 2 tháng 4, 1991 (20 tuổi)   | 0    | 0   | Trenkwalder Admira          |
| 3  | HV | Emir Dilaver            | 7 tháng 5, 1991 (20 tuổi)   | 0    | 0   | Áo Wien                     |
| 4  | HV | Lukas Rotpuller         | 31 tháng 3, 1991 (20 tuổi)  | 0    | 0   | Áo Wien                     |
| 5  | HV | Michael Schimpelsberger | 12 tháng 2, 1991 (20 tuổi)  | 0    | 0   | Rapid Wien                  |
| 6  | TV | Tobias Kainz            | 31 tháng 10, 1992 (18 tuổi) | 0    | 0   | Heerenveen                  |
| 7  | TV | Kevin Stöger            | 27 tháng 8, 1993 (17 tuổi)  | 0    | 0   | VfB Stuttgart               |
| 8  | TV | Robert Gucher           | 20 tháng 2, 1991 (20 tuổi)  | 0    | 0   | Kapfenberger SV             |
| 9  | TĐ | Andreas Weimann         | 5 tháng 8, 1991 (19 tuổi)   | 0    | 0   | Aston Villa                 |
| 10 | TĐ | Marco Djuricin          | 12 tháng 12, 1992 (18 tuổi) | 0    | 0   | Hertha BSC                  |
| 11 | TV | Daniel Offenbacher      | 18 tháng 2, 1992 (19 tuổi)  | 0    | 0   | Red Bull Salzburg           |
| 12 | TM | Christoph Riegler       | 30 tháng 3, 1992 (19 tuổi)  | 0    | 0   | SKN St. Pölten              |
| 13 | HV | Marcel Ziegl            | 20 tháng 12, 1992 (18 tuổi) | 0    | 0   | SV Ried                     |
| 14 | TV | Patrick Farkas          | 9 tháng 9, 1992 (18 tuổi)   | 0    | 0   | SV Bauwelt Koch Mattersburg |
| 15 | HV | Lukas Rath              | 30 tháng 3, 1992 (19 tuổi)  | 0    | 0   | SV Bauwelt Koch Mattersburg |
| 16 | TĐ | Georg Teigl             | 9 tháng 2, 1991 (20 tuổi)   | 0    | 0   | Red Bull Salzburg           |
| 17 | TV | Marco Meilinger         | 3 tháng 8, 1991 (19 tuổi)   | 1    | 0   | Red Bull Salzburg           |
| 18 | TĐ | Christian Klem          | 21 tháng 4, 1991 (20 tuổi)  | 0    | 0   | Sturm Graz                  |
| 19 | TĐ | Daniel Schütz           | 19 tháng 6, 1991 (20 tuổi)  | 0    | 0   | Wacker Innsbruck            |
| 20 | TĐ | Robert Žulj             | 5 tháng 2, 1992 (19 tuổi)   | 0    | 0   | SV Ried                     |
| 21 | TM | Philip Petermann        | 3 tháng 8, 1991 (19 tuổi)   | 0    | 0   | SC-ESV Parndorf 1919        |

### Panama
Huấn luyện viên:  Alfredo Poyatos

| Số | VT | Cầu thủ            | Ngày sinh (tuổi)            | Trận | Bàn | Câu lạc bộ             |
| -- | -- | ------------------ | --------------------------- | ---- | --- | ---------------------- |
| 1  | TM | Luis Mejía         | 16 tháng 3, 1991 (20 tuổi)  |      |     | Toulouse               |
| 2  | HV | Edward Benítez     | 15 tháng 10, 1991 (19 tuổi) |      |     | Chorrillo              |
| 3  | HV | Harold Cummings    | 1 tháng 3, 1992 (19 tuổi)   |      |     | River Plate Montevideo |
| 4  | HV | Josué Flores       | 31 tháng 3, 1993 (18 tuổi)  |      |     | Chorrillo              |
| 5  | TV | Manuel Vargas      | 19 tháng 1, 1991 (20 tuổi)  |      |     | Tauro                  |
| 6  | HV | Francisco Vence    | 19 tháng 4, 1992 (19 tuổi)  |      |     | Chorrillo              |
| 7  | TĐ | Jairo Jiménez      | 7 tháng 1, 1993 (18 tuổi)   |      |     | Chorrillo              |
| 8  | TV | Paul Cordero       | 28 tháng 3, 1991 (20 tuổi)  |      |     | Chepo                  |
| 9  | TĐ | Cecilio Waterman   | 13 tháng 4, 1991 (20 tuổi)  |      |     | Fénix                  |
| 10 | TV | Josimar Gómez      | 8 tháng 6, 1992 (19 tuổi)   |      |     | Chepo                  |
| 11 | TV | Erick Davis        | 31 tháng 3, 1991 (20 tuổi)  |      |     | Árabe Unido            |
| 12 | TM | Kevin Melgar       | 19 tháng 11, 1992 (18 tuổi) |      |     | Alianza                |
| 13 | HV | Roderick Miller    | 3 tháng 4, 1992 (19 tuổi)   |      |     | San Francisco          |
| 14 | TV | Josué Gómez        | 19 tháng 1, 1991 (20 tuổi)  |      |     | Árabe Unido            |
| 15 | TĐ | Javier Caicedo     | 14 tháng 7, 1991 (20 tuổi)  |      |     | Club Plaza Amador      |
| 16 | TV | Rolando Botelló    | 20 tháng 11, 1991 (19 tuổi) |      |     | Tauro                  |
| 17 | TĐ | Gabriel Ávila      | 12 tháng 4, 1991 (20 tuổi)  |      |     | Atlético Chiriquí      |
| 18 | HV | Algish Dixon       | 12 tháng 3, 1992 (19 tuổi)  |      |     | Alianza                |
| 19 | TV | Alan Hernández     | 19 tháng 1, 1992 (19 tuổi)  |      |     | Chievo                 |
| 20 | TĐ | José Diego Álvarez | 25 tháng 8, 1992 (18 tuổi)  |      |     | Slavia Prague          |
| 21 | TM | Adnihell Ariano    | 14 tháng 1, 1991 (20 tuổi)  |      |     | Tauro                  |

## Bảng F

### Argentina
Huấn luyện viên:   Walter Perazzo

| Số | VT | Cầu thủ                | Ngày sinh (tuổi)            | Trận | Bàn | Câu lạc bộ         |
| -- | -- | ---------------------- | --------------------------- | ---- | --- | ------------------ |
| 1  | TM | Esteban Andrada        | 26 tháng 1, 1991 (20 tuổi)  | 9    | 0   | Lanús              |
| 2  | HV | Germán Pezzella        | 27 tháng 6, 1991 (20 tuổi)  | 0    | 0   | River Plate        |
| 3  | HV | Nicolás Tagliafico     | 31 tháng 8, 1992 (18 tuổi)  | 0    | 0   | Banfield           |
| 4  | HV | Hugo Nervo             | 6 tháng 1, 1991 (20 tuổi)   | 0    | 0   | Arsenal            |
| 5  | TV | Ezequiel Cirigliano    | 24 tháng 1, 1992 (19 tuổi)  | 2    | 0   | River Plate        |
| 6  | HV | Leonel Galeano         | 2 tháng 8, 1991 (19 tuổi)   | 0    | 0   | Independiente      |
| 7  | TV | Matías Laba            | 19 tháng 12, 1991 (19 tuổi) | 0    | 0   | Argentinos Juniors |
| 8  | TV | Roberto Pereyra        | 17 tháng 11, 1991 (19 tuổi) | 0    | 0   | River Plate        |
| 9  | TĐ | Facundo Ferreyra       | 31 tháng 8, 1992 (18 tuổi)  | 0    | 0   | Banfield           |
| 10 | TV | Érik Lamela            | 25 tháng 3, 1992 (19 tuổi)  | 1    | 0   | Roma               |
| 11 | TĐ | Juan Iturbe            | 4 tháng 6, 1993 (18 tuổi)   | 0    | 0   | Porto              |
| 12 | TM | Rodrigo Rey            | 8 tháng 3, 1991 (20 tuổi)   | 0    | 0   | River Plate        |
| 13 | HV | Lucas Kruspzky         | 6 tháng 4, 1992 (19 tuổi)   | 8    | 0   | Independiente      |
| 14 | HV | Adrián Martínez        | 13 tháng 2, 1991 (20 tuổi)  | 0    | 0   | San Lorenzo        |
| 15 | TV | Alan Ruiz              | 19 tháng 8, 1993 (17 tuổi)  | 2    | 0   | Gimnasia (LP)      |
| 16 | TV | Lucas Villafáñez       | 4 tháng 10, 1991 (19 tuổi)  | 3    | 0   | Independiente      |
| 17 | TV | Rodrigo Battaglia      | 12 tháng 7, 1991 (20 tuổi)  | 8    | 0   | Huracán            |
| 18 | HV | Leandro González Pírez | 26 tháng 2, 1991 (20 tuổi)  | 0    | 0   | River Plate        |
| 19 | TĐ | Agustín Vuletich       | 11 tháng 3, 1991 (20 tuổi)  | 0    | 0   | Vélez Sársfield    |
| 20 | TĐ | Carlos Luque           | 1 tháng 3, 1993 (18 tuổi)   | 0    | 0   | Colón              |
| 21 | TM | Emiliano Martínez      | 2 tháng 9, 1992 (18 tuổi)   | 0    | 0   | Arsenal            |

### México
Huấn luyện viên:  Juan Carlos Chávez

| Số | VT | Cầu thủ                | Ngày sinh (tuổi)            | Trận | Bàn | Câu lạc bộ          |
| -- | -- | ---------------------- | --------------------------- | ---- | --- | ------------------- |
| 1  | TM | José Antonio Rodríguez | 4 tháng 7, 1992 (19 tuổi)   | 0    | 0   | Veracruz            |
| 2  | HV | Kristian Álvarez       | 20 tháng 4, 1992 (19 tuổi)  | 0    | 0   | Guadalajara         |
| 3  | HV | Héctor Acosta          | 24 tháng 11, 1991 (19 tuổi) | 0    | 0   | Toluca              |
| 4  | HV | Néstor Araujo          | 29 tháng 8, 1991 (19 tuổi)  | 0    | 0   | Cruz Azul           |
| 5  | TV | Diego de Buen          | 13 tháng 7, 1991 (20 tuổi)  | 0    | 0   | UNAM                |
| 6  | TV | Marvin Piñón           | 12 tháng 6, 1991 (20 tuổi)  | 0    | 0   | Monterrey           |
| 7  | TV | Saúl Villalobos        | 26 tháng 6, 1991 (20 tuổi)  | 0    | 0   | Atlas               |
| 8  | TV | Carlos Orrantía        | 1 tháng 2, 1991 (20 tuổi)   | 0    | 0   | UNAM                |
| 9  | TĐ | Taufic Guarch          | 4 tháng 10, 1991 (19 tuổi)  | 0    | 0   | Estudiantes Tecos   |
| 10 | TĐ | Erick Torres           | 19 tháng 1, 1993 (18 tuổi)  | 0    | 0   | Guadalajara         |
| 11 | TV | Ulises Dávila          | 13 tháng 4, 1991 (20 tuổi)  | 0    | 0   | Guadalajara         |
| 12 | TM | Carlos López           | 21 tháng 3, 1991 (20 tuổi)  | 0    | 0   | Talleres de Córdoba |
| 13 | TV | Lugiani Gallardo       | 20 tháng 4, 1991 (20 tuổi)  | 0    | 0   | América             |
| 14 | TV | Jorge Enríquez         | 8 tháng 1, 1991 (20 tuổi)   | 0    | 0   | Guadalajara         |
| 15 | HV | César Ibáñez           | 1 tháng 4, 1992 (19 tuổi)   | 0    | 0   | Santos Laguna       |
| 16 | HV | Jorge Valencia         | 6 tháng 4, 1991 (20 tuổi)   | 0    | 0   | UANL                |
| 17 | TĐ | Alan Pulido            | 8 tháng 3, 1991 (20 tuổi)   | 0    | 0   | UANL                |
| 18 | HV | Diego Reyes            | 19 tháng 9, 1992 (18 tuổi)  | 0    | 0   | América             |
| 19 | TĐ | Édson Rivera           | 4 tháng 11, 1991 (19 tuổi)  | 0    | 0   | Atlas               |
| 20 | TĐ | David Izazola          | 23 tháng 10, 1991 (19 tuổi) | 0    | 0   | UNAM                |
| 21 | TM | Julio González         | 23 tháng 4, 1991 (20 tuổi)  | 0    | 0   | Santos Laguna       |

### Anh
Huấn luyện viên:  Brian Eastick
| Số | VT | Cầu thủ          | Ngày sinh (tuổi)            | Trận | Bàn | Câu lạc bộ           |
| -- | -- | ---------------- | --------------------------- | ---- | --- | -------------------- |
| 1  | TM | Jack Butland     | 10 tháng 3, 1993 (18 tuổi)  | 0    | 0   | Birmingham City      |
| 2  | HV | Blair Adams      | 8 tháng 9, 1991 (19 tuổi)   | 0    | 0   | Sunderland           |
| 3  | HV | Nathan Baker     | 23 tháng 4, 1991 (20 tuổi)  | 0    | 0   | Aston Villa          |
| 4  | TĐ | Saido Berahino   | 4 tháng 8, 1993 (17 tuổi)   | 0    | 0   | West Bromwich Albion |
| 5  | TV | Reece Brown      | 1 tháng 11, 1991 (19 tuổi)  | 1    | 0   | Manchester United    |
| 6  | HV | Ben Gordon       | 2 tháng 3, 1991 (20 tuổi)   | 0    | 0   | Chelsea              |
| 7  | HV | James Hurst      | 31 tháng 1, 1992 (19 tuổi)  | 0    | 0   | West Bromwich Albion |
| 8  | TV | Billy Knott      | 28 tháng 12, 1992 (18 tuổi) | 0    | 0   | Sunderland           |
| 9  | TV | Jason Lowe       | 2 tháng 9, 1991 (19 tuổi)   | 1    | 0   | Blackburn Rovers     |
| 10 | TĐ | Callum McManaman | 25 tháng 4, 1991 (20 tuổi)  | 0    | 0   | Wigan Athletic       |
| 11 | TĐ | Josh Morris      | 30 tháng 9, 1991 (19 tuổi)  | 1    | 0   | Blackburn Rovers     |
| 12 | TĐ | Michael Ngoo     | 23 tháng 10, 1992 (18 tuổi) | 3    | 0   | Liverpool            |
| 13 | TM | Lee Nicholls     | 5 tháng 10, 1992 (18 tuổi)  | 0    | 0   | Wigan Athletic       |
| 15 | TV | Dean Parrett     | 16 tháng 11, 1991 (19 tuổi) | 1    | 0   | Tottenham Hotspur    |
| 16 | TV | Matt Phillips    | 13 tháng 3, 1991 (20 tuổi)  | 1    | 0   | Blackpool            |
| 17 | HV | Adam Smith       | 29 tháng 4, 1991 (20 tuổi)  | 1    | 0   | Tottenham Hotspur    |
| 18 | HV | George Taft      | 29 tháng 7, 1993 (18 tuổi)  | 0    | 0   | Leicester City       |
| 19 | HV | Reece Wabara     | 28 tháng 12, 1991 (19 tuổi) | 1    | 0   | Manchester City      |
| 20 | TV | James Wallace    | 19 tháng 12, 1991 (19 tuổi) | 1    | 0   | Everton              |
| 21 | TM | Jak Alnwick      | 17 tháng 6, 1993 (18 tuổi)  | 0    | 0   | Newcastle United     |

- Ryan Noble did not travel with the squad from their training camp in Denver, Colorado, to their base in Colombia, as he picked up a back injury in a training session.[29]
- Dean Parrett returned home before Anh's round of 16 match with Nigeria, after injuring himself, also in a training session[30]

### CHDCND Triều Tiên
Huấn luyện viên:  Yun Jong-su
| Số | Vt | Cầu thủ        | Ngày sinh (tuổi)            | Số trận | Câu lạc bộ     |
| -- | -- | -------------- | --------------------------- | ------- | -------------- |
| 1  | TM | Om Jin-song    | 16 tháng 1, 1991 (20 tuổi)  |         | Kigwancha      |
| 2  | HV | Kim Song-hak   | 17 tháng 9, 1991 (19 tuổi)  |         | Pyongyang City |
| 3  | HV | Jang Song-hyok | 18 tháng 1, 1991 (20 tuổi)  |         | Rimyongsu      |
| 4  | TV | Nam Chol-hyon  | 16 tháng 8, 1991 (19 tuổi)  |         | Sobaeksu       |
| 5  | HV | Ri Hyong-mu    | 4 tháng 11, 1991 (19 tuổi)  |         | Sobaeksu       |
| 6  | TV | Ri Il-jin      | 28 tháng 8, 1993 (17 tuổi)  |         | Sobaeksu       |
| 7  | TĐ | Pak Song-chol  | 20 tháng 3, 1991 (20 tuổi)  |         | 25 April       |
| 8  | TĐ | Ri Hyon-song   | 23 tháng 12, 1992 (18 tuổi) |         | Ryongnamsan    |
| 9  | TĐ | Mun Hyok       | 16 tháng 11, 1993 (17 tuổi) |         | Sobaeksu       |
| 10 | TĐ | Jong Il-gwan   | 30 tháng 10, 1992 (18 tuổi) |         | Rimyongsu      |
| 11 | TV | Kim Ju-song    | 15 tháng 10, 1993 (17 tuổi) |         | 25 April       |
| 12 | TV | Ri Hyong-jin   | 19 tháng 7, 1993 (18 tuổi)  |         | 25 April       |
| 13 | TV | Kang Won-myong | 2 tháng 7, 1991 (20 tuổi)   |         | Rimyongsu      |
| 14 | TĐ | Jang Kuk-chol  | 16 tháng 2, 1994 (17 tuổi)  |         | Rimyongsu      |
| 15 | HV | Ri Yong-chol   | 8 tháng 1, 1991 (20 tuổi)   |         | Kyonggongop    |
| 16 | TĐ | Han Song-hyok  | 4 tháng 8, 1993 (17 tuổi)   |         | 25 April       |
| 17 | TV | Ri Hyok-chol   | 2 tháng 9, 1992 (18 tuổi)   |         | Rimyongsu      |
| 18 | TM | Han Song-hwan  | 2 tháng 3, 1993 (18 tuổi)   |         | Amrokgang      |
| 19 | TĐ | Kye Song-hyok  | 12 tháng 11, 1992 (18 tuổi) |         | 25 April       |
| 20 | HV | Kang Il-nam    | 23 tháng 11, 1994 (16 tuổi) |         | 25 April       |
| 21 | TM | Kim Chol-nam   | 2 tháng 1, 1991 (20 tuổi)   |         | 25 April       |

## Thống kê cầu thủ
Đại diện cầu thủ theo câu lạc bộ
| Số cầu thủ | Câu lạc bộ |
| ---------- | --- |
| 7          | 25 April, Lyon, Saprissa                                                                                                |
| 6          | Barcelona, Benfica, Comunicaciones, River Plate                                                                         |
| 5          | Al-Ahli, Al-Ahly, Al-Ittihad, Al-Mokawloon Al-Arab Defensor Sporting, Hajduk Split, Porto                               |
| 4          | Alajuelense, Atlético Madrid, Central Coast Mariners Chorrillo, Flamengo, Guadalajara, São Paulo Sobaeksu, Stade Malien |

Đại diện cầu thủ theo giải đấu
| Quốc gia    | Số cầu thủ |
| ----------- | ---------- |
| Tổng cộng   | 504        |
| Anh         | 31         |
| Tây Ban Nha | 31         |
| Pháp        | 25         |
| Bồ Đào Nha  | 22         |
| Argentina   | 21         |
| Korea DPR   | 21         |
| Ả Rập Xê Út | 21         |
| Ai Cập      | 21         |
| Mexico      | 21         |
| Hàn Quốc    | 20         |
| Ecuador     | 19         |
| Uruguay     | 18         |
| Brazil      | 18         |
| Colombia    | 14         |
| Others      | 221        |

```
Anh
, 
Ả Rập Xê Út
, 
Ai Cập
 và 
CHDCND Triều Tiên
 bao gồm toàn bộ các cầu thủ thi đấu ở giải quốc nội. 
```

Mặc dù Ý không có mặt trong vòng chung kết, nhưng vẫn có 12 cầu thủ đại diện ở các giải quốc gia. Tổng cộng có 36 giải quốc gia có cầu thủ tham dự giải đấu.